# Паметно кућно чвориште
Паметно кућно чвориште је контролни центар за паметни дом и омогућава компонентама паметног дома да комуницирају и заједно раде комуникацијом преко централне тачке.
Чвориште паметног дома се може састојати  од наменског софтверског уређаја или софтвера који у сарадњи са хардвером омогућава прикупљање конфигурације, аутоматизације и надгледања паметног дома комуницирањем и контролом различитих паметних уређаја који се састоје од кућних апарата, сензора или робота. 
Може се  састојати од једног или више чворишта паметног дома. Уколико их заједно користимо могуће их је повезати, јер поједини системи подржавају шири избор копонената, док неки омогућавају контролу уређаја подељених по одређеним групама или коришћењем бежичних технологија (нпр. Bluetooth, Wi-Fi, Z-Wave).
Давање команди се врши гласовним управљањем путем одговарајућих апликација. Неки од најчешћих примера чворишта паметног дома су: аутоматско осветљење, грејање, систем за безбедност дома, мултимедији, итд.

## Историја настанка система паметног чворишта
Почетком настанка паметног чворишта се сматра година 1975. када је уведен протокол X10. Овај систем је омогућавао комуникацију са уређајима преко електричне мреже домаћинства, али се суочавао са проблемима попут спорог рада и недовољне сигурности у преносу сигнала. 
Увођењем бежичних протокола почетком 2000. године (Z-Wave и Zigbee). Ови протоколи су омогућили лакшу инсталацију уређаја и апликација без икаквих проблема. Дошло је до унапређења сигурности уређаја, али су постојали проблеми ограничених стандарда који су ометали компатибилност. 
Први значајни комерцијални производи Smart home су били Amazon Echo (2014) и Google Home (2016), који су представили гласовно управљање виртуелним асистентима као што су Alexa и Google Assistant. Ови уређаји омогућавају повезивања са различитим сервисима и персонализацију корисничког искуства. 

## Отворен или затворен изворни код
Системи паметног чворишта могу користити софтвер затвореног или отвореног кода, зависно од тога да ли је програмирани интерфејс јавни или је затворен. Неки системи морају да раде на одређеном хардверу, док други (нпр. Home Assistant) могу да инсталирају генерички хардвер (нпр. за лаптоп или специјалне рачунаре са Linux оперативним системом). 

## Комуникациони протоколи са системом паметног чворишта
Комуникационе протоколе можемо поделити у две групе: бежични и мрежни.
Неки примери бежичних протокола који се користе системе паметног чворишта у домовима су:
- Z-Wave (868 Mhz)
- RF 433 (433 Mhz, various protocols)
- Infrared light (430 THz; 697 nm)

Неки примери мрежних протокола који се користе за системе паметног чворишта у домовима су:
- DALI - систем за управљање расветом у зградама
- LonWorks - стандард отвореног типа који се користи за управљање расветом у апликацијама.
- MQTT - стандард отвореног типа за комуникацију између просторија и података у Интернет компонентама.
- BACnet - отворен протокол за размену информација у оквиру зграде. Дизајниран је за обављање следећих функција: контрола грејања, управљање вентилацијом, контрола расвете, контрола приступа, итд.
- Meter-Bus - отворен стандард за даљинско управљање плином, струјом или бројилом.

## Примери  система паметног чворишта
Примери који користе затворен код:
- Logitech Harmony Hub [4]
- Google Nest Hub[5]
- Amazon Echo[6]
- Apple HomePod

Примери који користе отворен код: 
- Home Assistant
- OpenHAB
- Homey